# Słobity (przystanek kolejowy)
Słobity – nieczynny przystanek kolejowy w miejscowości Słobity-Stacja, w województwie warmińsko-mazurskim, w Polsce. Znajduje się na linii nr 204. Malbork – Mamonovo.